# Joseph Hinsen
Joseph Jos Hinsen (Rijkevorsel, Bèlgica, 14 d'abril de 1931) va ser un ciclista neerlandès que fou professional entre 1953 i 1962. El seu major èxit esportiu fou una victòria d'etapa al Tour de França de 1955.

## Palmarès
- 1955
  - Vencedor d'una etapa al Tour de França
- 1958
  - 1r a Rijkevorsel

### Resultats al Tour de França
- 1955. 41è de la classificació general. Vencedor d'una etapa
- 1956. Abandona (15a etapa)